# Konrad Georg
Konrad Georg (Magonza, 25 dicembre 1914 – Amburgo, 8 settembre 1987) è stato un attore tedesco, che fu attivo campo cinematografico, teatrale e  - soprattutto - televisivo.
Complessivamente, tra cinema e - soprattutto televisione - partecipò ad oltre 120 di differenti produzioni, a partire dalla metà degli anni cinquanta, recitando - specie tra gli anni cinquanta e l'inizio degli anni settanta - in vari film per la televisione.
Tra i suoi ruoli più noti, figura quello del Commissario Freytag nella serie televisiva Kommissar Freytag, ruolo interpretato dal 1963 al 1966. Era inoltre un volto noto al pubblico per essere apparso come guest-star in vari episodi della serie  L'ispettore Derrick  (tra il 1975 e il 1986).

## Biografia

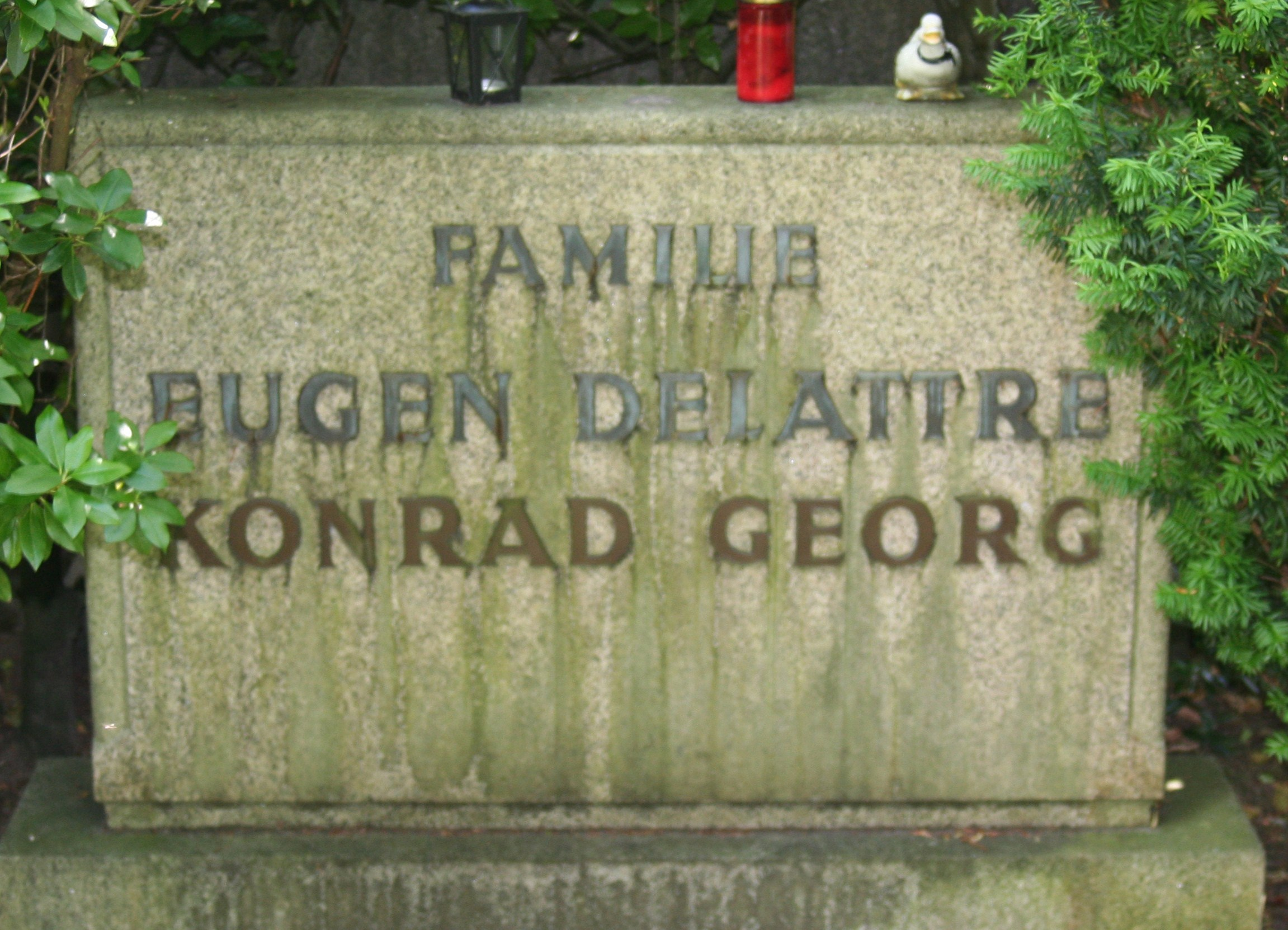
La tomba di Konrad Georg al Nienstedtener Friedhof di Amburgo

## Filmografia parziale

### Cinema
- Sull'asfalto la pelle scotta (In Frankfurt sind die Nächte heiß), regia di Rolf Olsen (1966)
- Parigi brucia? (Paris brûle-t-il?), regia di René Clément (1966)
- Zwei wie wir... und die Eltern wissen von nichts, regia di Karl Hamrun (1966)
- Il fantasma di Londra (Der Mönch mit der Peitsche), regia di Alfred Vohrer (1967)
- Il rischio di vivere il rischio di morire (Wenn es Nacht wird auf der Reeperbahn), regia di Rolf Olsen (1967)
- Il quartiere dei più violenti (Todesschüsse am Broadway), regia di Harald Reinl (1969)
- 7 giorni di terrore (Sieben Tage Frist), regia di Alfred Vohrer (1969)
- Heintje - Ein Herz geht auf Reisen, regia di Werner Jacobs (1969)
- Auf der Reeperbahn nachts um halb eins, regia di Rolf Olsen (1969)
- Köpfchen in das Wasser, Schwänzchen in die Höh, regia di Helmut Förnbacher (1969)
- Inchiesta di un procuratore su un albergo di tolleranza (Das Stundenhotel von St. Pauli), regia di Rolf Olsen (1970)
- Nessuna pietà: uccidetelo! (Und Jimmy ging zum Regenbogen), regia di Alfred Vohrer (1971)
- L'amore è solo una parola (Liebe ist nur ein Wort), regia di Alfred Vohrer (1971)
- Quando la verità scotta (Der Stoff aus dem die Träume sind), regia di Alfred Vohrer (1972)
- Trubel um Trixie, regia di Franz Josef Gottlieb (1972)
- Und der Regen verwischt jede Spur, regia di Alfred Vohrer (1972)
- Alle Menschen werden Brüder, regia di Alfred Vohrer (1973)
- La morte negli occhi del gatto, regia di Antonio Margheriti (1973)
- Storia di una monaca di clausura, regia di Domenico Paolella (1973)
- Auch ich war nur ein mittelmäßiger Schüler, regia di Werner Jacobs (1974)
- Uccidete l'agente Lucas (Die Antwort kennt nur der Wind), regia di Alfred Vohrer (1974)
- Razza schiava (Slavers), regia di Jürgen Goslar (1977)
- Randale, regia di Manfred Purzer (1983)

### Televisione
- Der Verräter - film TV (1956)
- Die letzte Patrouille? - film TV (1957)
- Apollo von Bellac - film TV (1959)
- Ein unbeschriebenes Blatt - film TV (1959)
- Es geschah an der Grenze - serie TV, 1 episodio (1960)
- Am grünen Strand der Spree - miniserie TV (1960)
- Kopf in der Schlinge - film TV (1960)
- Parkstraße 13 - serie TV, 4 episodi (1960) - ruolo: Ispettore Marquard
- Verräterische Spuren - film TV (1962)
- Wer einmal aus dem Blechnapf frißt - serie TV (1962)
- Im Schatten des Krieges - film TV (1963)
- Amphitryon 38 - film TV (1963)
- Tim Frazer - miniserie TV, 10 episodi (1963-1964) - Charles Ross
- Kommissar Freytag - serie TV, 36 episodi (1963-1966) - Commissario Freytag
- Das Kriminalmuseum - serie TV, 3 episodi (1963-1970) - ruoli vari
- Gewagtes Spiel - serie TV, 1 episodio (1964)
- Pontius Pilatus - film TV (1966)
- Ein Mädchen von heute - film TV (1966)
- Der Mann aus Melbourne - film TV (1966)
- Zwei wie wir... und die Eltern wissen von nichts - film TV (1966)
- Raumpatrouille - Die phantastischen Abenteuer des Raumschiffes Orion - serie TV, 1 episodio (1966
- Ein Mann Gottes - film TV (1967)
- Ivar Kreuger der Zündholzkönig - film TV (1967)
- König Richard II - film TV (1968)
- Mexikanische Revolution - film TV (1968) - Francisco Madero
- Ein Sommer mit Nicole - serie TV, 4 episodi (1969)
- Match - film TV (1969)
- Heintje - Ein Herz geht auf Reisen - film TV (1969)
- Die Kuba-Krise 1962 - film TV (1969)
- 11 Uhr 20 - miniserie TV, 1 episodio (1970)
- Graf Yoster gibt sich die Ehre - serie TV, 1 episodio (1970)
- Sir Henri Deterding - film TV (1970)
- Der Kommissar - serie TV, 3 episodi (1970-1974) - ruoli vari
- Die gefälschte Göttin - film TV (1971)
- Pater Braun - serie TV, 1 episodio (1972)
- Gestern gelesen - serie TV, 1 episodio (1972)
- L'altro (Alexander Zwo) - serie TV, 2 episodi (1972-1973)
- Okay S.I.R. - serie TV, 1 episodio (1973)
- Die Kurpfuscherin - film TV (1974)
- Kommissariat IX - serie TV, 1 episodio (1975)
- Bitte keine Polizei - serie TV, 1 episodio (1975)
- Der Strick um den Hals - miniserie TV (1975)
- L'ispettore Derrick - serie TV, ep. 02x09, regia di Alfred Weidenmann (1975) - Rolfs
- L'ispettore Derrick - serie TV, ep. 02x10, regia di Alfred Vohrer (1975)
- Der Anwalt - serie TV, 1 episodio (1976)
- Ein Herz und eine Seele - serie TV, 1 episodio (1976)
- L'ispettore Derrick - serie TV, ep. 03x05, regia di Alfred Vohrer (1976) - Dott. Helmweg
- Waffen für Amerika - film TV (1976)
- L'ispettore Derrick - serie TV, ep. 04x04, regia di Alfred Vohrer (1977) - Josef Toppe
- Medienklinik - miniserie TV, 1 episodio (1978)
- Die Protokolle des Herrn M - serie TV, 1 episodio (1979)
- L'ispettore Derrick - serie TV, ep. 08x02, regia di Helmuth Ashley (1981)
- Il commissario Köster - serie TV, 1 episodio (1982) - Walter Molder
- Krimistunde - serie TV (1982)
- Il commissario Köster - serie TV, 1 episodio (1983) - Giudice Martin
- L'ispettore Derrick - serie TV, ep. 11x09, regia di Jürgen Goslar (1984)
- Matt in dreizehn Zügen - serie TV, 1 episodio (1984)
- Gespenstergeschichten - serie TV (1985)
- L'ispettore Derrick - serie TV, ep. 13x05, regia di Alfred Vohrer (1986) - Hubert Kolka
- Tatort - serie TV, 1 episodio (1987)
- Faber l'investigatore - serie TV, 1 episodio (1988)